# Intifada
Intifada (arap. انتفاضة ="istresanje") uobičajeni je naziv za ustanke Palestinaca protiv Izraela.
Poznate su dvije Intifade:

## Prva Intifada
Prva Intifada počela je 1987. godine, počela se gasiti 1991., a prekinuta je 1993., nakon potpisivanja Sporazuma iz Osla i uspostavljanja Palestinske Narodne Samouprave.
Nakon izraelsko-arapskih ratova prostor predviđen za arapsku državu u nekadašnjoj Mandatnoj Palestini anektirali su Transjordan (tada mijenja ime u Jordan) i Egipat Judeja i Samarija / Zapadna obala i Pojas Gaze, koje nakon 6-dnevnog rata osvaja Izrael i od tada su pod izraelskom vojnom upravom. Mnoštvo nezadovoljnih Palestinaca nastavilo je živjeti u izbjegličkim logorima po okupiranim područjima. S druge strane, izraelski naseljenici sve češće grade naselja na palestinskom području.
Krajem osamdesetih godina situacija je bila toliko napeta da je bilo dovoljno ubojstvo jednog Židova u Gazi i prometna nesreća u kojoj su poginula četvorica palestinskih izbjeglica pa da 6. prosinca 1987. počnu velike demonstracije. Prilikom protesta jedan je izraelski vojnik ubio Palestinca, što je potaklo nove pobune.
Palestinci ustrojavaju svoje paravojne jedinice i počinju se boriti protiv Izraelaca. Pritom su protuudari izraelske, znatno opremljenije vojske imali mnogo veći učinak.
To je vidljivo i iz konačnog broja žrtava od prosinca 1987. do potpisivanja Sporazuma iz Osla 1993. U tom su razdoblju ubijena 1.162 Palestinca, od čega 241 dijete, te 160 Izraelaca, od čega petero djece (podaci nevladine organizacije B'tselem ).

## Druga Intifada
Druga Intifada, poznata i kao Intifada al-Akse, označava izraelsko-palestinski sukob koji je počeo u rujnu 2000., nakon što je 28. rujna izraelski političar Ariel Sharon, tada vođa oporbene desničarske stranke Likud, ušao na prostor jeruzalemskih džamija (velika džamija se zove al-Aksa), gdje je do 1. stoljeća stajao židovski Hram. U listopadskim su se protestima palestinskim Arapima pridružili i izraelski Arapi. Posebno su teški sukobi između Arapa i izraelske vojske izbili u Nazaretu i drugim gradovima Galileje, gdje dotada nije bilo sukoba. Kroz nekoliko mjeseci nastavili su se žestoki protesti Palestinaca svakog petka, nakon molitve u džamiji al-Aksa. Sukobi su se nastavili u Ramali, Jeninu i Gazi.
Nakon linča dvojice izraelskih pričuvnih vojnika, koje je palestinska policija prethodno zarobila u Ramali, sukobi postaju trajni. Palestinci počinju s terorističkim samoubilačkim napadima, koji odnose mnoge živote nedužnih, a izraelska vojska odgovara sravnjivanjem čitavih naselja sa zemljom i snažnim odgovorima na najmanji otpor.
U ovoj Intifadi, koja još nije službeno završena, od 2000. do 2004. ubijena su 3.223 Palestinca i 950 Izraelaca (podaci nevladine organizacije B'tselem ).

## Vanjske poveznice
- Vjesnik.hr - Arafat: Zašto šuti UN? Intifada se nastavlja
- Statistička analiza žrtava u Izraelsko-palestinskom sukobu
- Khaled Abu Toameh - Kako je započeo rat
- PA: Intifada je bila planirana
- Esej o Intifadi